# 오카바야시 노부야스
오카바야시 노부야스(일본어: 岡林信康, 1946년~)는 일본 포크가수로 시가현 오미하치만시 출신이다. 포크송의 신이라는 별명으로 널리 알려진 가수이며, 지금은 교토부 가메오카시에 살고 있다. 한국에서 말하는 민중가요가수와 비슷하게 여러 메시지를 담았다.

## 어린시절
그의 아버지는 니가타현 사람으로 니가타에서 30년이상 농사를 지었다. 하지만 폐쇄적 농촌문화에 질려서 시가현의 방적공장에 취직했다. 그 무렵 선교사 윌리엄 메렐 보리스를 만나 목사가 되기 위해 오사카시의 신학교에 다니고 이후 오미하치만시의 논밭사이에 서양식 교회를 세웠다.
노부야스는 여기서 태어났다. 1966년 도시샤 대학 신학부에 입학한다. 열성적인 신자였지만 교회에서 신도 몇몇을 불량소녀 취급하고 절을 못하게 하는 등의 행위에 의문을 가지고 교회를 그만두었으며 이후 사회주의 운동에 투신했다가 타카이시 토모야를 만나 기타를 시작한다.

## 포크의 신
1968년 동경에서 열린 3회 포크캠프에 참가했고 9월엔 산야 (도쿄 도)에 사는 일용직 노동자를 소재로 한 산야 블루스라는 노래로 빅터에서 데뷔한다. 이후 「友よ」「手紙」「チューリップのアップリケ」、「くそくらえ節」、「がいこつの歌」등 명곡과 문제작들을 쏟아낸다. 내용의 저항성때문에 다수의 곡이 방송금지당했다. 오카바야시와 함께 타카이시 토모야 타카다 토오루 카가와 료 아카이 후네 등이 활약한 시기였다. 오카바야시는 포크의 신이라는 별명을 얻었는데 그의 저항적인 포크송은 높은 평가를 받아 선배인 코무로 히토시를 비롯해 다들 칭찬하곤 했었다. 하지만 주변에서 계속 저항적인 음악을 하길 바라는 기대감이 너무 커서 불편해했다. 그는 민중가요 풍으로 음악하는 것에 한계를 느껴 록으로 변화하려 고민중이었다. 그러던 중 "설사병 치료를 위해 다녀오겠습니다"라는 메모를 남기고 69년 9월에 사라져버렸다.
오카바야시는 털털한 성격으로 공연중에 '친구여'(토모요)를 호모요라고 부른 적이 있다. 오카바야시는 긴키 방언과 도쿄 방언을 섞어가며 노래하곤 했는데 산요 블루스는 도쿄 방언으로 부른 곡이었다. 부라쿠민차별을 노래한 「手紙」「チューリップのアップリケ」 등은 당시 대표적 금지곡들이었다. 공식적으로는 금지곡이 없었으나 방송국에서 사실상 규제를 했다. 「友よ」는 J리그 경기장에서 불리는 경우가 종종 있다. 서포터들이 장기침체중은 자신의 팀을 응원하기 위해 함께 부른다.
그는 1970년 4월 "미안하다. 돌아왔다. 함께 어깨걸고 나아가자"라는 말로 공연을 재개했다. 그는 밥 딜런의 영향을 받아 무명이던 해피엔드 (밴드)를 백밴드로 두며 록을 시작한다. 「それで自由になったのかい」「私たちの望むものは」「自由への長い旅」을 발표하며 호평을 받았다. 동경으로 이주해 살면서 일부일처제는 넌센스라 했고 자유로운 히피풍의 생활을 하기도 했다.
1971년 히비야 야외음악당에서 야나기다 히로를 백밴드 삼아「自作自演コンサート 狂い咲き」공연을 하고 3회 나카츠가와 포크잼버리에 참여한 뒤 다시 잠적했다.
오카바야시는 대인기피, 노출기피가 생겨 미에현 농업 공동체를 운영하던 야마기시회를 견학해보곤 그들의 야마기시즘에 설득된다. 자연환경에 몸을 맡기고 고향 나카츠가와 근처의 산촌으로 이주해 1년정도 머문다. 이후 교토의 아야베시로 옮겨 17가구밖에 없는 마을에서 농촌생활을 이어나갔다.
1973년 레이블을 소니로 이적하고 다시 활동하기 시작했다. 마츠모토 타카시 (작사가)를 프로듀서로 하여 록 경향의 앨범 『金色のライオン』、『誰ぞこの子に愛の手を』등을 내었다. 딜런 풍으로 읊조리는 노래들을 히트시켰지만 이전과 같은 '포크의 신'을 기대하는 팬이 많았다. 이 즈음 오카바야시는 음반만 내고 게스트 출연만 몇번 했을 뿐 대중 앞에 등장하지 않았다.
수년간 농촌생활을 하면서 오래된 오디오를 제외하곤 문명을 거부하며 살던 오카바야시에게 동료들의 손길이 다가왔다. 우연히 들었던 니시카와 미네코(西川峰子)의 곡 「あなたにあげる」에서 느꼈던 감동을 받았다. "내 노래도 노래지만 엔카도 노래다. 다양한 노래에는 이유가 있다."고 하면서 자기만을 위한 노래를 만들기 시작했다. 미소라 히바리가 그의 곡 月の夜汽車」「風の流れに」를 부른 뒤 그는 4년간의 농촌생활을 끝내고 산을 내려가 가메오카시로 이사했다.

## 메이저 시기
1975년 일본 컬럼비아로 이적한 오카바야시는 엔카풍의 앨범 『うつし絵』를 내었다. 미소라 히바리의 후원에 힘입어 12월엔 나카노 선플라자에서 오랜만의 단독공연을 했다. 이전까지의 곡으로 2LP 베스트가 나왔다.
자전적 기타이야기 음반인 『ラブソングス』도 내었다. 『ラブ・ソングス』를 들은 평론가 나카무라 토요는 오카바야시가 엔카를 그만두고 다시 포크로 돌아왔다고 평가하자 다시 포크의 신이 되고싶지 않았던 그는 또 다른 음악을 시도한다. 78년에 우연히 본 핑크 레이디 (음악 그룹)의 영향으로 『セレナーデ』를 낸다. 그런가하면 패러디 느낌이 강하고 뉴뮤직의 영향을 받은 음반을 내기도 한다. 이 즈음 빅터로 이적하여 『街はステキなカーニバル』、『ストーム』、『グラフィティ』등을 내었다.
1980년 TV 드라마 핫토리 한조 그림자군단의 엔딩곡을 썼다. 이 즈음 『ストーム』의 프로듀서였던 카토 카즈히코에게서 비판적인 조언을 듣고 새로운 스타일을 찾기위해 고민하기 시작한다. 메이저 레이블과의 계약이 끝나가면서 그는 옛날 스타일의 공연인 「ベアナックルレビュー」를 시작하고 한동안 안부르던 옛날 곡들도 부르기 시작했다.
81년 런던에서 킹 크림슨의 로버트 프립으로부터 "우리를 모방하지말고 일본인의 록을 들려주세요"라는 말을 듣고 오카바야시는 일본민요적인 리듬을 타는 독자적인 록인 엔야토트를 고민했다. 히라노 아리카 등과 고민하던 중 사물놀이를 접하고 자극을 받았다.
87년 엔야토트로 춤추기『エンヤトットでDancing』라는 음반을 낸 뒤 도시바와 닛폰 크라운 등에서 앨범을 내고 공연을 계속한다. 오카바야시는 오래된 팬들은 그다지 기뻐해주지 않았다고 하면서도 계속 엔야토트 노선을 지속했다.
2007년엔 36년만에 히비야 야외음악당 공연을 재현하는 「狂い咲き2007」을 했고 URC 레이블의 음반들을 LP 미니어처 CD로 재발매했다. 또 후지 록 페스티벌에 참여하는등 활발한 활동을 시작했다. 2010년에는 미소라 히바리 곡을 커버한 음반 『レクイエム〜我が心の美空ひばり〜』도 내었다.

## 디스코그라피
싱글 오리지널 앨범
- 나를 단죄하라 わたしを断罪せよ（1969년）
- 보기전에 뛰어 見るまえに跳べ（1970년）
- 俺らいちぬけた（1971年）
- 금빛 사자 金色のライオン（1973년）
- 누군가 이 아이에게 사랑의 손길을 誰ぞこの子に愛の手を（1975년）
- うつし絵（1975년）
- 러브송 ラブソングス（1977년）
- 세레나데 セレナーデ（1978년）
- 멋진 카니발의 거리 街はステキなカーニバル（1979년）
- 스톰 ストーム（1980년）
- GRAFITI（1981년）
- 페어 너클 뮤직 ベア・ナックル・ミュージック（1990년）
- 노부야스 信康（1991년）
- MADE IN JAPAN（1992년）
- 바람의 시 風詩（1998년）

## 관련 인물
- 이즈미야 시게루 토모카와 카즈키
- 미소라 히바리 이츠키 히로시 이시카와 사유리